# Amèrica britànica
L'Amèrica britànica fou el conjunt de colònies britàniques a l'Amèrica del Nord en els segles xviii i xix. Formalment, fins a l'any 1783 aquests territoris eren coneguts amb els noms d'Amèrica britànica i Índies Occidentals britàniques.
Entre la immigració, la importació d'esclaus i el creixement natural de la població, la població colonial a l'Amèrica del Nord britànica va créixer enormement al segle xviii calculant-se la població de les Tretze Colònies en 1,5 milions el 1750, dels quals més del noranta per cent vivien com a agricultors, encara que ciutats com Filadèlfia, Nova York i Boston van florir. Amb la derrota dels holandesos i la imposició de les Actes de Navegació, les colònies britàniques a Amèrica del Nord van passar a formar part de la xarxa comercial britànica global. Els colons van comerciar aliments, fusta, tabac i diversos altres recursos per te asiàtic o cafè i sucre de les Índies Occidentals entre altres articles. Els nadius americans lluny de la costa atlàntica proveïen el mercat de l'Atlàntic amb pells de castor i pells de cérvol, i van intentar preservar la seva independència mantenint un equilibri de poder entre francesos i anglesos. El 1770, la producció econòmica de les Tretze Colònies representava el quaranta per cent del producte interior brut de l'Imperi Britànic.
Des de 1783 en endavant, l'Amèrica britànica passà a anomenar-se Amèrica del Nord britànica; tot i això, aquest darrer terme no es va fer comú fins a l'any 1839, amb l'aparició d'un document titulat Report on the Affairs of British North America, més conegut com el Dossier Durham. Concretament, en esclatar la Guerra d'Independència dels Estats Units, l'any 1775, l'Amèrica britànica estava formada per vint colònies situades al llarg de la costa atlàntica americana, al nord-est del Virregnat de Nova Espanya (l'actual Mèxic i oest dels Estats Units). Les dues colònies en què estava dividida la Florida (Florida oriental i Florida occidental) van ser cedides a Espanya pel Tractat de París de 1783; més tard, el 1819, s'integrarien als Estats Units. La resta de colònies excepte una, Terranova i Labrador, s'unirien més tard, entre 1867 i 1873, per formar el Domini del Canadà. Terranova i Labrador no s'hi afegiria a aquesta unió fins al 1949.

## Llista de colònies l'any 1763
Les Tretze Colònies que s'independitzaren per formar els Estats Units d'Amèrica eren:
- Província de la Badia de Massachusetts
- Província de Nou Hampshire
- Colònia de Rhode Island i Plantations de Providence
- Colònia de Connecticut
- Província de Nova York
- Província de Nova Jersey
- Província de Pennsilvània
- Colònia de Delaware
- Província de Maryland
- Colònia i Domini de Virgínia
- Província de Carolina del Nord
- Província de Carolina del Sud
- Província de Geòrgia

Al nord, les colònies que esdevingueren l'Amèrica del Nord britànica eren:
- Província de Nova Escòcia
  - L'Illa del Cap Bretó, que va ser governada com a part de Nova Escòcia entre 1763 i 1784, i de forma independent entre 1784 i 1820.
- Província de Terranova i Labrador
- Província del Quebec, (Alt Canadà i Baix Canadà després de l'Acta Constitucional de 1791)
- Província de l'Illa del Príncep Eduard (coneguda com a Illa de Saint John fins al 1798)
- Terra de Rupert (la regió costanera a la badia de Hudson)

Les altres colònies lleials a la corona britànica entre 1763 i 1783, integrades posteriorment als Estats Units d'Amèrica, van ser:
- Província de Florida occidental
- Província de Florida oriental